# 수요기획
《수요기획》은 1998년 10월 14일부터 2013년 4월 3일까지 방송되었던 다큐멘터리 프로그램이다.

## 기획 의도
우리가 숨쉬고 살고 사랑하고 분투하는 세상 속 모든 사실을 기록하고 관찰하는 다큐멘터리 프로그램이다.

## 방송 시간
| 방송 채널 | 방송 시간                          | 방송 기간                            |
| --------- | ---------------------------------- | ------------------------------------ |
| KBS 1TV   | 1998년 10월 14일 ~ 2006년 7월 12일 | 매주 수요일 밤 12시 ~ 12시 50분      |
| KBS 1TV   | 2006년 7월 19일 ~ 2007년 4월 25일  | 매주 수요일 밤 11시 40분 ~ 12시 30분 |
| KBS 1TV   | 2012년 10월 10일 ~ 2013년 4월 3일  | 매주 수요일 밤 11시 40분 ~ 12시 30분 |
| KBS 1TV   | 2007년 5월 2일 ~ 2010년 5월 5일    | 매주 수요일 밤 11시 30분 ~ 12시 15분 |
| KBS 1TV   | 2010년 5월 12일 ~ 2010년 12월 29일 | 매주 수요일 밤 11시 30분 ~ 12시 20분 |
| KBS 1TV   | 2011년 11월 9일 ~ 2012년 10월 3일  | 매주 수요일 밤 11시 40분 ~ 12시 25분 |

## 지역 방송국 프로그램
다음 지역 방송국 프로그램은 밤 11시 40분경 방송된다.
| 프로그램          | 지역       | 방송국   | 진행자               |
| ----------------- | ---------- | -------- | -------------------- |
| 이한철의 올댓뮤직 | 강원도     | KBS 춘천 | 이한철               |
| TV 문화속으로     | 부산광역시 | KBS 부산 | 오승원 김민정        |
| 이슈와 사람       | 울산광역시 | KBS 울산 | 이현진 황송미 오정숙 |
| TV 문화공감       | 경상남도   | KBS 창원 | 박소영               |

## 같이 보기
- 월요기획
- 목요기획
- 금요기획